# Tramway de Newcastle
Le tramway de Newcastle (en anglais : Newcastle Light Rail) est une ligne de tramway desservant la ville de Newcastle, située sur la côte est de l'Australie à 160 kilomètres au nord de Sydney. Elle succède au premier réseau de tramway de Newcastle, en activité de 1887 à 1950.
Inauguré le 17 février 2019, le tramway comporte une unique ligne longue de 2,7 kilomètres qui dessert six stations, entre Newcastle Beach à l'est et la gare de Newcastle Interchange à l'ouest. Il remplace une partie de la Newcastle railway line sur son trajet : le projet de tramway permet la fermeture des gares de Wickham, Civic et Newcastle et le raccourcissement de la ligne ferroviaire à Newcastle Interchange, une nouvelle gare construite en lieu et place de la gare de Wickham, ouverte en 2017.

## Caractéristiques techniques

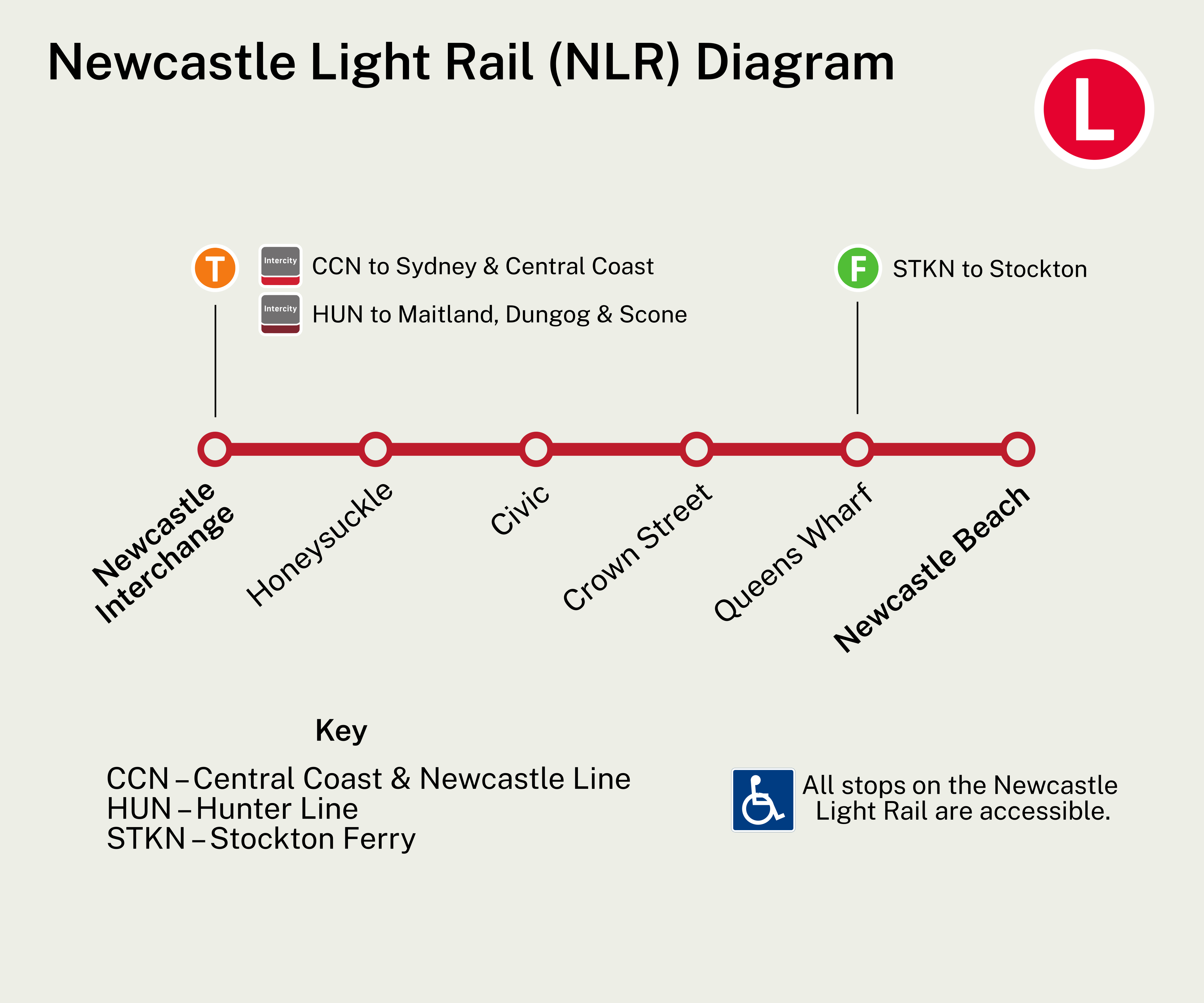
Diagramme du tramway de Newcastle.

Le réseau utilise pour sa desserte six rames de cinq voitures de type Urbos 100 du constructeur espagnol Construcciones y Auxiliar de Ferrocarriles (CAF). Ce modèle de rame, à plancher bas, est long de 32,96 mètres pour une largeur de 2,65 mètres. La rame bidirectionnelle comporte quatre portes de chaque côté (deux portes doubles et deux portes simples). Chaque rame peut transporter 207 passagers dont 66 assis. Elle est alimentée par des accumulateurs qui sont rechargés en station.
Les cartes Opal, également en usage à Sydney, sont acceptées pour la validation des trajets des usagers.

## Prolongements potentiels
Des prolongements sont à l'étude mais ils n'étaient pas financés début 2020.